# Luis Serra
Luis Pedro Serra Deluchi (12 de outubro de 1935 – 2 de outubro de 1922) foi um ciclista uruguaio. Representou o Uruguai em três edições dos Jogos Olímpicos (Helsinque 1952, Melbourne 1956 e Roma 1960).